# Култура на Япония
След няколко миграционни вълни от Азия и близките тихоокеански острови, последвани от сериозни културни заемки от Китай и Корея, Япония навлиза в дълъг период на сравнителна изолираност от външния свят до пристигането на т.нар „Черни кораби“ (плавателни съдове, идващи от Запада) и Реставрацията Мейджи. В резултат се развива култура, значително различна от тази на останалите азиатски страни.
Например, както изтъква Рут Бенедикт в класическото си изследване Хризантемата и Мечът, Япония има по-скоро култура на срама (external reference standard), отколкото култура на вината (internal reference standard), която е по-позната на Запад. В Япония също така взаимоотношенията между хората сериозно се влияят от „задължение“ и „дълг“ по начин, който вече не работи в по-индивидуалистичния Запад. И най-накрая, общите схващания за морал и прилично държане са сравнително неразвити в Япония, където по-скоро конкретните задължения към семейството, училището и приятелите определят поведението.
Японският език винаги е имал съществена роля в японската култура. Например думата „Nemawashi“ означава съгласие, постигнато чрез внимателна и старателна подготовка.
Това е израз на хармонията, която е желана и почитана в японската култура.
Въпреки че извън страната си японците са познати повече с хумор, основан на движението и активността, те имат и своите шеги, които обаче са доста сложни. Тъй като неговите опорни точки са японският език, култура, религия и етика, този хумор е смятан за много трудно преведим.

## Облекло
Кимоното (на японски: 着物 – „нещо за носене, за обличане“, от ки или киру – обличам и моно — нещо) е традиционната национална дреха на Япония. Първоначално думата кимоно е използвана за всички видове дрехи, но накрая започва да се използва само за дългата роба, която все още се носи днес от жени, мъже и деца при специални случаи. През пролетта японските дрехи са в светли цветове и с мотиви на пролетни цветя.
През есента се носят дрехи с тъмни цветове и мотиви. Дизайнът на дрехите може да включва черешови клонки или венчелистчета. През зимата, особено покрай празниците, японците носят мотиви като бамбук, борове, сливови цветчета, те се смятат за знаци за добър късмет и просперитет. Материята също варира според сезона.
Платовете са може би най-голямото и забележимо богатство на Япония, стара традиции на ръчна изработка. Японската техника за обличане и носене на кимоно идва от Корея и Китай. През 9 в., пазара между Япония и нейните съседки Корея и Китай бил много добър в производството на стрели, коприна и брокат. През вековете японците пазели и учели тези тайни в текстилообработката и
започнали сами да произвеждат. Японците достигнали невиждано ниво. Не подобните умения и изтънчената естетика се свързали, за да създадат някои от най-добрите съкровища на Япония.
От древни времена текстилът е почитан в Япония. Според легендата, когато ядосаната слънчева богиня потопила света в мрак, като го скрила в пещера, други божествености я изкусили с танц от сини и бели текстилни знамена. Кимоното винаги върви в комплект с оби и таби. Оби е колана, а таби са белите дълги чорапи, символ на чистотата.
Женския празничен оби обикновено е дълъг 4 метра и широк 60 сантиметра. Широчината е сгъната на половина и обито е овързано два пъти около талията и после завързано отзад на гърба. Обитата за ежедневно носене може да са близо до 10 см., или дълги до 30 см. Обикновено са направени от сатен, памук или вълна.
Главната разлива между двете обита е материята. Ежедневните обита не са направени от коприна и нямат сложно избродирани брокатни мотиви.
Два основни типа японски сандали са гета и зори. Дължината на кимоното обикновено е скъсена, за да може да пада до глезена и да показва обувките. Японските сандали и обувки варират според цветове и стилове, червено и черно са най-популярни.

## Изкуства

### Музика
За много чужденци японската музика се свързва основно с масовата поп музика. Тя наистина е разпространена, но в страната се развиват и други стилове: има музиканти-новатори, които се изявяват във фолклорната и класическата музика, има и последователи на различни течения в жанровете рок, електронна музика, хип-хоп, пънк-рок, кънтри. Сред примерите за това са известната пънк-рок група Boredoms на Ейе Ямитака, нойз пионерите Masonna и Omoide Hatoba, дуото на японските кореняци Михо Натори и Юка Хонда Cibo Matto, популярни стари групи като Loudness, Yellow Magic Orchestra, The Alfee и Hound Dog, и бързо избухналото дуо Petty Booka, свирещи на хавайския инструмент укулеле.

## Национална кухня
Поради дългото си кулинарно минало, повлияно доста от Корея и Китай, японците са развили изискана, но проста кухня, която е пригодена към сезоните. Модерните японци се радват на разнообразие от традиционни ястия, между които много морски храни, (суши и сашими например), както и на многобройни чуждестранни ястия. Китайския, корейски и тайвански храни могат да бъдат открити заедно с американски, френски и италиански ястия. Японската кухня е продукт на обстановката и хората. Лесният достъп до пресни съставки е довела до суши, високата температура и влажността са довели до разнообразие от туршии и ферментирали храни, като natto и соев сос, чрез адаптацията на чуждестранна кухня се е появил полуфабрикатът рамен.

## Език
Разбирането на японския език е съществено за разбирането на японската култура. Традиционната японска култура и модерната поп култура се базират на говоримия и писмен японски език.
Японският се смята за родствен с близките Рюкюански езици, формиращи Японската езикова група. По-ранна теория сочи, че японският е изолиран език несвързан с никакви живи наречия, но тя е популярно заблуждение. Освен това, езиковата му класификация все още е предмет на дискусии и не е точно определена. Според най-разпространената теория, японската езикова група не е родствена с никакви други езици; други теории я свързват с мъртви езици от Корейския полуостров, Уралско-Алтайската езикова надгрупа (заедно с корейския и уралските езици като финландски, унгарски, и самоедски), или с Австронезийски езици на Южния Тихи океан. Въпреки че не е смятан да има общ лингвистичен предшественик с китайския, японският е привнесъл голяма част от лексиката си от него. Самата му писмена система се е развила под влиянието на корейски познавачи на китайския език. Този процес е започнал около V век.
Обичаят да преобразуват китайските символи в приспособени към езика довел до това, което японците наричат „уасей канджи“, и продължава и днес с модифицирането и приспособяването на чуждоезични думи (от английски или други европейски езици), което наричат „уасей ейго“.
Японската писмена система всъщност представлява четири различни писмени системи, които се използват заедно: канджи, съставена от идеограми (вж. Йероглиф) заимствани от китайската писменост; двете фонетични кана азбуки: хирагана и катакана, които са се развили от канджи; и Латинската азбука, наречена ромаджи, която се използва за записване думи в японския език.

## Медии
В Япония има около 100 милиона телевизора в употреба. Телевизията е основният източник на домашно забавление и информация за голяма част от населението. Японците имат голям избор на програми, включително различни телевизионни сериали (полицейски, криминални, самурайски и др.), аниме, новини, спортни предавания, телевизионни игри и викторини, представени от основния и образователния канали на NHK (Nippon Hoso Kyokai, Японската медийна корпорация), а също и от многобройни рекламни и независими канали. Насилието на самураите и полицейските драми и сатиричния хумор на анимационните филмчета предизвикват критиката на родителите и на коментаторите.

## Поп култура
Японската популярна култура не само отразява интересите и манталитета на съвременната общественост, но също изразява и връзката му с миналото. Популярните филми, телевизионни програми, комикси и музика - всички тези форми са се развили от по-старите художествени и литературни традицииа, а много от техните теми и изразни стилове могат да се проследят до форми на традиционното изкуство. Съвременните форми на популярната култура, също като традиционните, предоставят не само развлечение, но и изход от проблемите на ежедневието в индустриалното японско общество. При едно социологическо изследване, проведено от правителството през 1986 година, на въпрса как използват свободното си време 80% отговарят, че средно 2 и половина часа на ден от седмицата гледат телевизия, слушат радио и четат вестници или списания. 16% използват средно два часа и четвърт на ден за своите хобита или забавления. Други използват свободното си време за спорт, социални контакти, или самообучение. Тийнейджърите и пенсионерите отделят повече време за тези дейности, отколкото другите групи.
През втората половина на 80-те години, семейството е център на свободното време — правят се екскурзии до паркове или пазарните райони, обособени на специални места от града. Въпреки че японците са смятани за трудолюбиви, с малко свободно време за почивка, те търсят забавление навсякъде където могат. Често срещана гледка са японски пътници, отиващи на работа с влак, където гледат любимата си манга или в слушалките на ушите им звучи популярна музика от преносими музикални плейъри.
Има голямо разнообразие на предлагани развлекателни дейности. Богат е изборът на музика, филми, комикси. Геймърски центрове, боулинг и караоке са обичайни места, където младите хора търсят забавление, докато по-възрастните отиват в специализирани зали, където играят шоги или го.

### Geinōkai
„Geinōkai“ е дума на японската развлекателна индустрия, с която се означава всичко от филми и телевизия (включително токшоу, музикално шоу, вариете, и т.н.) до радио и сега интернет. Участниците в „Geinōkai“ се наричат „Geinojin“ или „tarento“. „Tarento“ е адаптиране на английската дума „talent“ (талант) и обозначава доста широка група от хора, които се появяват редовно по телевизията, но не могат бъдат класифицирани нито като актьори, нито като певци или модели. „Талантите“ обикновено се появяват във вариетета или ток-шоута и в зависимост от популярността и успеха могат да започнат да пеят или да играят.
В японските програми се появяват и много чуждестранни „таланти“ – от САЩ, Нигерия, Бенин, Гвинея, Великобритания и други страни.

## Спорт
Популярни спортове в Япония, които се практикуват на професионално ниво са както традиционното сумо така и внесени от чужбина бейзбол и футбол. Освен тях много други спортове се практикуват в Япония като тенис, волейбол, баскетбол, голф и ръгби. Полулярни са и бойните изкуства като кендо, айкидо и джудо.